# Jane Mathews
Jane Hamilton Mathews est une magistrate australienne née le 19 décembre 1940 à Wollongong et morte le 31 août 2019 à Sydney.
Elle est juge à la Cour suprême de la Nouvelle-Galles du Sud, juge à la Cour fédérale d'Australie et présidente du Tribunal d'appel administratif et de l'Association internationale des femmes juges.

## Jeunesse et éducation
Jane Mathews est né à Wollongong, une ville de Nouvelle-Galles du Sud, en Australie. Son père est Frank Mathews, l'ingénieur en chef de l'aciérie BHP à Port Kembla. Elle étudie à l'école Frensham de Mittagong. 
Jane Mathews Mathews étudie le droit à l'Université de Sydney, résidant au Women's College en 1958 et 59. Elle obtient un baccalauréat en droit en 1961. 

## Carrière
Jane Mathews souhaite devenir solliciteure, un type d'avocat du common law. Elle réalise son stage chez Dawson Waldron Edwards & Nichols, où elle est la première femme stagiaire et est admise comme solliciteure en 1962. Elle retourne à Wollongong chez Beale and Geddes jusqu'en 1965, date à laquelle elle commence à travailler chez Allen, Allen & Hemsley.
Jane Mathews devient avocate en 1969, exerçant en droit pénal. Elle est nommée avocate auprès de la Commission royale sur les relations humaines, enquêtant et étudiant les aspects familiaux, sociaux, éducatifs, juridiques et sexuels des relations homme-femme. La Commission couvre des sujets aussi divers que l'avortement, la violence domestique, le traitement réservé par la police et les tribunaux aux victimes de viol et la discrimination à laquelle sont confrontés les gays et les lesbiennes. La Commission a fonctionné de 1974 à 1977. Elle est nommée procureure de la Couronne en 1977.
En plus de sa carrière juridique, Jane Mathews est vice-chancelière de l'Université de NSW de 1992 à 1999. Elle est également présidente de l'Association internationale des femmes juges de 2004 à 2006 et marraine de l'Association des femmes juges de Nouvelle-Galles du Sud. 

### Cour suprême de Nouvelle-Galles du Sud
Jane Mathews est la première femme nommée juge à la Cour suprême de Nouvelle-Galles du Sud en 1987 et seulement la deuxième femme en Australie à être nommée à une Cour suprême après Roma Mitchell en Australie-Méridionale en 1965. 
Jane Mathews démissionne pour devenir président du Tribunal d'appel administratif en 1994, mais retourne à la Cour suprême de Nouvelle-Galles du Sud en tant que juge par intérim et juge d'appel par intérim à partir de 2001. 
Elle prend sa retraite en 2018 à l'âge de 77 ans.

### Cour fédérale d'Australie
En 1994, le procureur général Michael Lavarch propose à Jane Mathews le poste de présidente du Tribunal d'appel administratif, ce qui implique d'être nommée à la Cour fédérale. Elle est  également été nommée, à sa demande, au Native Title Tribunal. 
En 1996, elle est nommée pour préparer un rapport sur les questions de patrimoine autochtone en relation avec la controverse sur le pont de l'île Hindmarsh. Elle démissionne de la Cour fédérale en 2001 pour revenir en tant que juge par intérim de la Cour suprême de Nouvelle-Galles du Sud. 

## Honneurs
En 1993, Jane Mathews reçoit un doctorat honorifique en droit de l'Université de Wollongong, non seulement pour son travail novateur en tant qu'avocate et juge, mais aussi pour son travail dans la création de la faculté de droit de l'Université de Wollongong. En 2000, elle reçoit un doctorat honorifique en droit de l'Université de Sydney. En 2005, Elle est nommée Officier de l'Ordre d'Australie pour ses services à la magistrature, à la profession juridique, à l'Université de Nouvelle-Galles du Sud et à la musique.

## Décès
Jane Mathews meurt le 31 août 2019. Un service commémoratif d'État est organisé au Playhouse de l'Opéra de Sydney le 18 octobre 2019. 